# NGC 5199
NGC 5199 (również PGC 47492 lub UGC 8504) – galaktyka soczewkowata (S0), znajdująca się w gwiazdozbiorze Psów Gończych. Odkrył ją William Herschel 1 maja 1785 roku.